# Catopsilia mabillei
Catopsilia mabillei är en fjärilsart som beskrevs av Heinrich Neustetter 1929. Catopsilia mabillei ingår i släktet Catopsilia och familjen vitfjärilar.
Artens utbredningsområde är Madagaskar. Inga underarter finns listade i Catalogue of Life.